# Wiesław Śmigiel
Wiesław Andrzej Śmigiel (ur. 3 stycznia 1969 w Świeciu) – polski duchowny rzymskokatolicki, doktor habilitowany nauk teologicznych, biskup pomocniczy pelpliński w latach 2012–2017, biskup diecezjalny toruński w latach 2017–2024, administrator apostolski sede vacante diecezji bydgoskiej w 2021 oraz diecezji płockiej w 2022, arcybiskup metropolita szczecińsko-kamieński od 2024.

## Życiorys
Urodził się 3 stycznia 1969 w Świeciu. Ukończył I Liceum Ogólnokształcące w Bydgoszczy. W latach 1988–1994 odbył studia filozoficzno-teologiczne w Wyższym Seminarium Duchownym w Pelplinie. Na diakona został wyświęcony 20 czerwca 1993 przez biskupa diecezjalnego pelplińskiego Jana Bernarda Szlagę, który 29 maja 1994 udzielił mu również święceń prezbiteratu. Inkardynowany został do diecezji pelplińskiej. W 1994 w Akademii Teologii Katolickiej w Warszawie uzyskał magisterium z teologii. Dalsze studia odbył w latach 1998–2002 w Instytucie Teologii Pastoralnej Katolickiego Uniwersytetu Lubelskiego. W 2000 uzyskał licencjat z teologii pastoralnej, a w 2003 na podstawie dysertacji Czytelnictwo religijne jako środek formacji religijnej wiernych. Studium teologiczno-pastoralne doktorat z teologii w zakresie teologii pastoralnej. W 2010 również na Katolickim Uniwersytecie Lubelskim na podstawie rozprawy Uczestnictwo wiernych świeckich w budowaniu Kościoła-Wspólnoty. Studium teologiczno-pastoralne w świetle nauczania Kościoła 1962–2009 uzyskał stopień doktora habilitowanego nauk teologicznych w zakresie teologii pastoralnej.
W latach 1994–1996 pracował jako wikariusz w parafii Świętej Trójcy w Kościerzynie. Przez następne dwa lata był sekretarzem i kapelanem biskupa pelplińskiego Jana Bernarda Szlagi. W latach 2000–2002 był duszpasterzem Żeńskiego Domu Akademickiego Katolickiego Uniwersytetu Lubelskiego na Poczekajce. W 2009 otrzymał godność kapelana honorowego Jego Świątobliwości.
W został 2001 asystentem, a w 2006 adiunktem przy Katedrze Teologii Pastoralnej Ogólnej Instytutu Teologii Pastoralnej Katolickiego Uniwersytetu Lubelskiego. W latach 2003–2006 pełnił funkcję sekretarza instytutu. W latach 2011–2014 był kierownikiem Katedry Teologii Pastoralnej Szczegółowej KUL, a w latach 2011–2013 kierownikiem Specjalizacji Teologii Praktycznej KUL. W 2012 objął stanowisko profesora nadzwyczajnego uniwersytetu. Wykładowcą teologii pastoralnej został także w Wyższym Seminarium Duchownym w Pelplinie, Instytucie Teologicznym Diecezji Pelplińskiej i Ośrodku Naukowo-Badawczym Uniwersytetu Kardynała Stefana Wyszyńskiego w Tczewie.
Pełnił funkcję konsultora Komisji Duszpasterstwa Konferencji Episkopatu Polski. W 2007 został członkiem korespondentem Towarzystwa Naukowego Katolickiego Uniwersytetu Lubelskiego i Lubelskiego Towarzystwa Naukowego, a także członkiem zwyczajnym Towarzystwa Naukowego w Toruniu. Został ponadto członkiem Polskiego Stowarzyszenia Pastoralistów. W latach 2004–2008 był sekretarzem „Roczników Teologicznych”, a w latach 2009–2011 „Roczników Pastoralno-Katechetycznych”. Został członkiem kolegium redakcyjnego „Zeszytów Chojnickich” i „Biblioteki Filomaty”, a także przewodniczącym rady naukowej „Studiów Pelplińskich”.
24 marca 2012 papież Benedykt XVI mianował go biskupem pomocniczym diecezji pelplińskiej ze stolicą tytularną Beatia. Święcenia biskupie otrzymał 21 kwietnia 2012 w katedrze pelplińskiej. Udzielił mu ich arcybiskup metropolita gdański Sławoj Leszek Głódź, któremu asystowali Henryk Muszyński, arcybiskup senior gnieźnieński, i Andrzej Suski, biskup diecezjalny toruński. Jako zawołanie biskupie przyjął słowa „Omnibus omnia factus” (Stawszy się wszystkim dla wszystkich). 25 kwietnia 2012 po śmierci biskupa diecezjalnego pelplińskiego Jana Bernarda Szlagi został wybrany przez kolegium konsultorów na administratora diecezji. Funkcję tę pełnił do 1 grudnia 2012, kiedy to urząd biskupa diecezjalnego objął Ryszard Kasyna.
11 listopada 2017 papież Franciszek przeniósł go na urząd biskupa diecezjalnego diecezji toruńskiej. 8 grudnia 2017 kanonicznie objął diecezję, natomiast 10 grudnia 2017 odbył ingres do katedry w Toruniu. Jako biskup diecezjalny toruński z urzędu został wielkim kanclerzem Wydziału Teologicznego Uniwersytetu Mikołaja Kopernika w Toruniu.
Papież Franciszek dwukrotnie ustanawiał go administratorem apostolskim sede vacante polskich diecezji: od 12 maja 2021 do 28 września 2021 zarządzał diecezją bydgoską, a od 4 czerwca 2022 do 31 października 2022 diecezją płocką.
13 września 2024 papież Franciszek przeniósł go na urząd arcybiskupa metropolity szczecińsko-kamieńskiego. 25 października 2024 kanonicznie objął archidiecezję. 26 października 2024 odbył ingres do bazyliki archikatedralnej św. Jakuba Apostoła w Szczecinie, a 3 listopada 2024 do konkatedry św. Jana Chrzciciela w Kamieniu Pomorskim. 29 czerwca 2025 w bazylice św. Piotra w Rzymie papież Leon XIV nałożył na niego paliusz.
W ramach Konferencji Episkopatu Polski w 2018 został przewodniczącym Zespołu Biskupów ds. Duszpasterskiej Troski o Radio Maryja i Rady ds. Rodziny. W latach 2014–2018 był członkiem Rady Stałej z wyboru jako biskup pomocniczy, ponownie został wybrany do Rady Stałej w 2022. Objął także przewodniczenie w Komitecie ds. Dialogu z Niewierzącymi działającym przy Radzie ds. Dialogu Religijnego oraz wszedł w skład Komisji Duszpasterstwa, Komisji ds. Polonii i Polaków za Granicą i Zespołu ds. Ruchów Intronizacyjnych. Ponadto w 2021 został członkiem Rady Fundacji na Rzecz Wymiany Informacji Katolickiej oraz Rady Programowej KAI, a w 2022 przewodniczącym Fundacji Radość Miłości.
Był współkonsekratorem podczas sakr biskupa pomocniczego pelplińskiego Arkadiusza Okroja (2019) i biskupa diecezjalnego gliwickiego Sławomira Odera (2023).
Opublikował dwa zbiory poezji: Zdany na pojedynek (1997) i Kartki z pamiętnika (2005).

## Odznaczenia
W 2012 został odznaczony Medalem Komisji Edukacji Narodowej, a w 2014 odznaką honorową „Zasłużony dla Rolnictwa”.